# Armée orthodoxe russe
L'armée orthodoxe russe, ROA (russe : Русская православная армия, Russkaya pravoslavnaya armiya) est un groupe paramilitaire séparatiste russe fondé en 2014 qui a combattu les forces ukrainiennes pendant la guerre du Donbass, en Ukraine. L'armée a ensuite été absorbée par la 5e brigade indépendante  de fusiliers motorisés Oplot.

## Contexte
L'armée orthodoxe russe est l'une des nombreuses unités de milices séparatistes pro-russes de la région du Donbass décrites comme « pro-tsaristes », « extrémistes » chrétiennes orthodoxes orientales,.
Depuis le début de l'insurrection en Ukraine au début de 2014, de nombreuses personnalités centrales de Donetsk sont désignées comme étant directement ou indirectement liées à l'unité nationale russe (RNU), notamment Pavel Goubarev, un porte-parole éminent aux multiples titres (chef de la milice du Donbass, gouverneur de la république populaire de Donetsk, ministre des Affaires étrangères et fondateur du Parti Nouvelle Russie), qui, en plus de déclarer que le ROA est organisée par le RNU sous son contrôle, se déclare également chef de la section du RNE à Donetsk,,. Il n'est pas possible d'établir exactement quand les affiliés du RNE ont été créés en Ukraine. L'historienne Marlène Laruelle déclare que malgré des soupçons selon lesquels l'ancien chef du RNU Alexandre Barkachov est proche du commandant Verin, aucune source fiable en Ukraine ne peut le vérifier, et la propre page Facebook du ROA n'affichant aucun lien direct avec le RNE.
Le ROA aurait rassemblé 4 000 membres selon des journalistes russes, tandis que des témoins oculaires ont estimé leur adhésion à 500.

## Historique
Les engagements notables du ROA incluent les escarmouches de juin 2014 à Marioupol et dans le raïon d'Amvrosiivka. Le siège du ROA est situé dans un bâtiment occupé du Service de sécurité ukrainien (SBU) dans la ville de Donetsk. Les membres n'avaient aucune formation spéciale en dehors du service de conscription habituel dans l'armée et ont prêté allégeance à Igor Guirkine, insurgé et ministre de la Défense de la république populaire autoproclamée de Donetsk, à partir de janvier 2017.

### Persécution religieuse
Avec d'autres groupes séparatistes de la région, le ROA est accusée d'avoir « kidnappé, battu et menacé des protestants, des catholiques et des membres de l'Église orthodoxe ukrainienne… ainsi que d'avoir participé à des actes antisémites ».
Fin novembre 2014, le groupe attire l'attention après avoir enlevé l'éminent prêtre gréco-catholique ukrainien, Sergueï Koulbaka, et le prêtre catholique romain, le père Pawel Witek,. Selon le ministère ukrainien de la Défense, le ROA a également été en conflit avec une autre milice pro-russe, le bataillon Vostok, qui l'accusait de pillage tout en évitant le combat,.

### Conséquences
En septembre 2014, le ROA subit une refonte et rejoint la nouvelle la 5e brigade indépendante  de fusiliers motorisés Oplot.